# Camassia leichtlinii
Camassia leichtlinii är en sparrisväxtart som först beskrevs av John Gilbert Baker, och fick sitt nu gällande namn av Sereno Watson. Camassia leichtlinii ingår i släktet stjärnhyacinter, och familjen sparrisväxter.

## Underarter
Arten delas in i följande underarter:
- C. l. leichtlinii vit stjärnhyacint
- C. l. suksdorfii mörk stjärnhyacint

## Bildgalleri

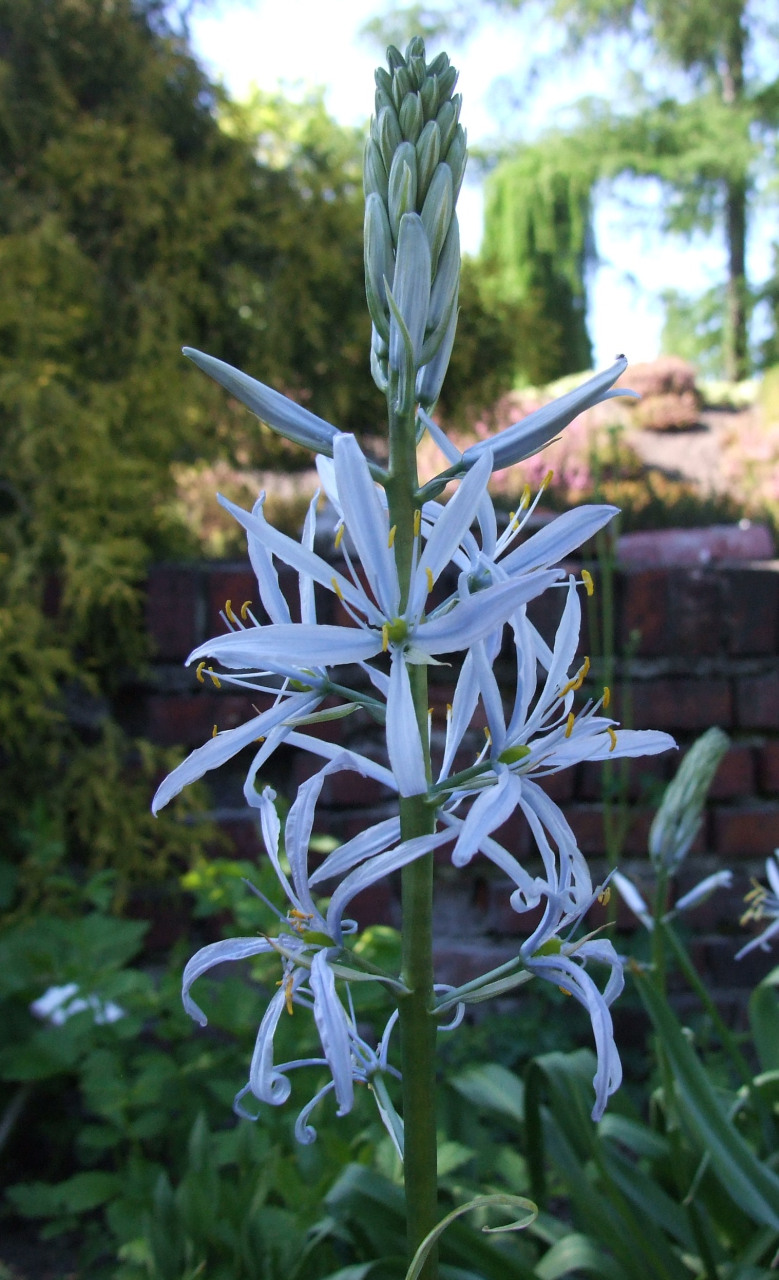
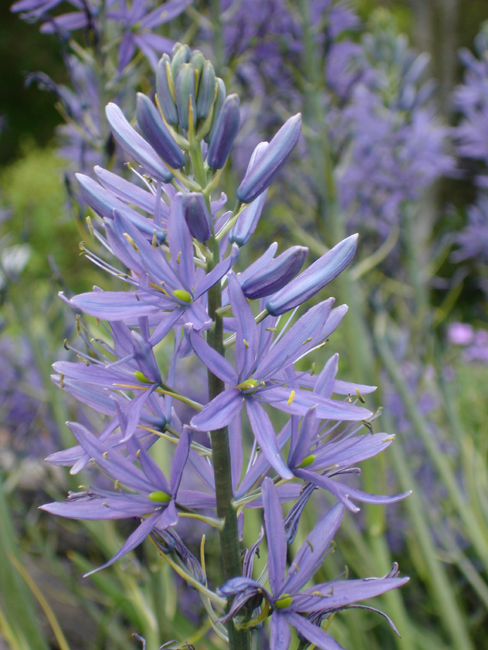
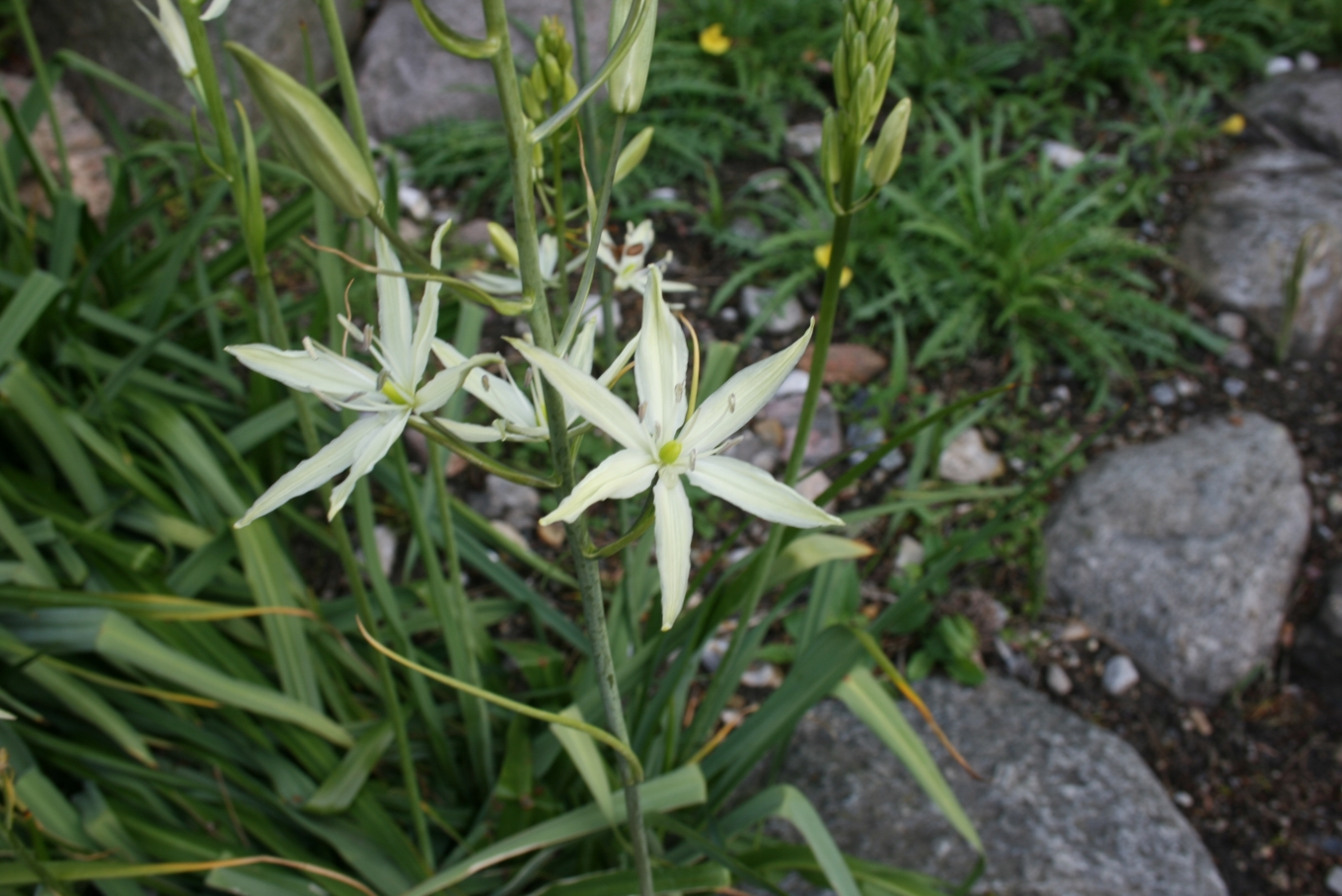
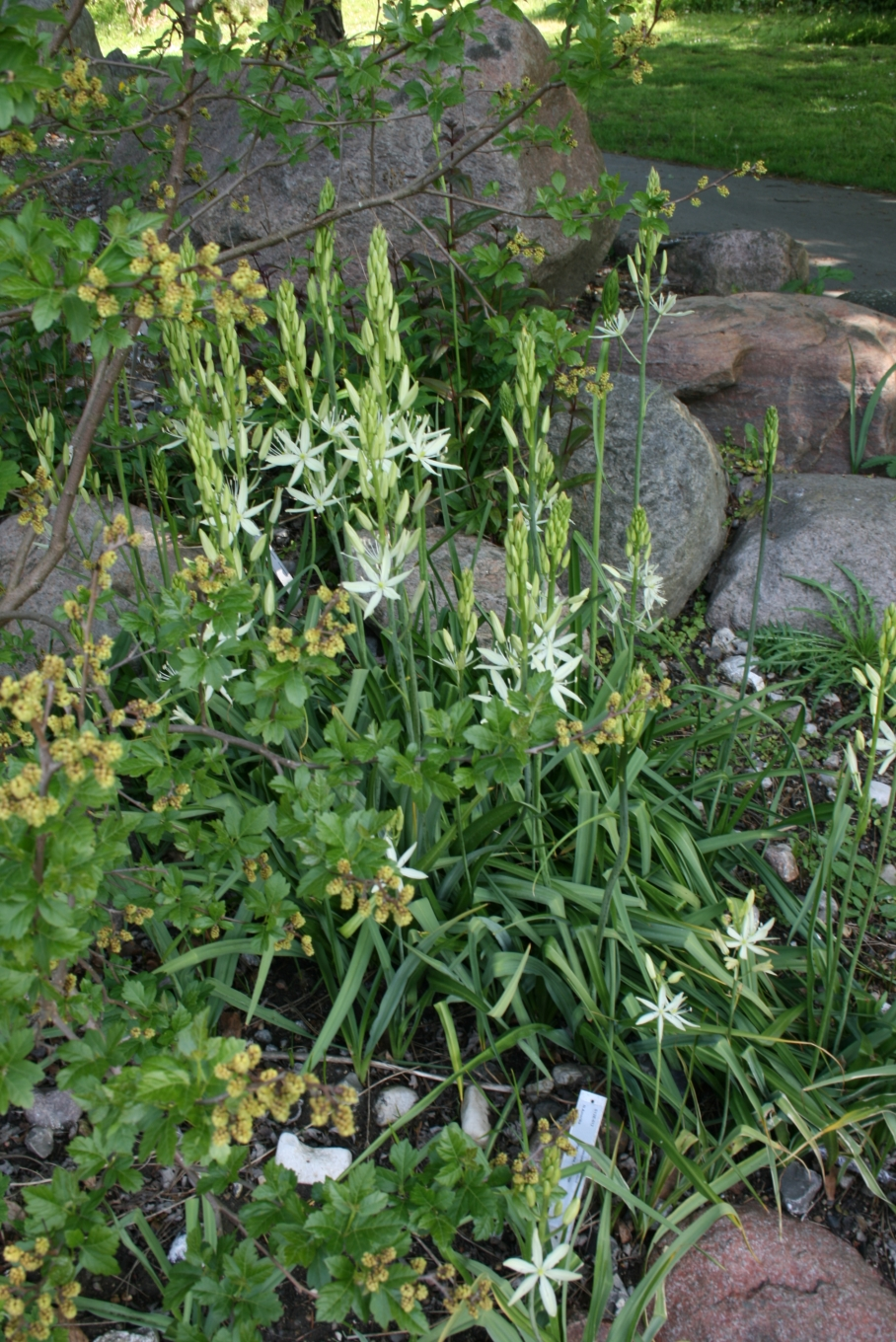
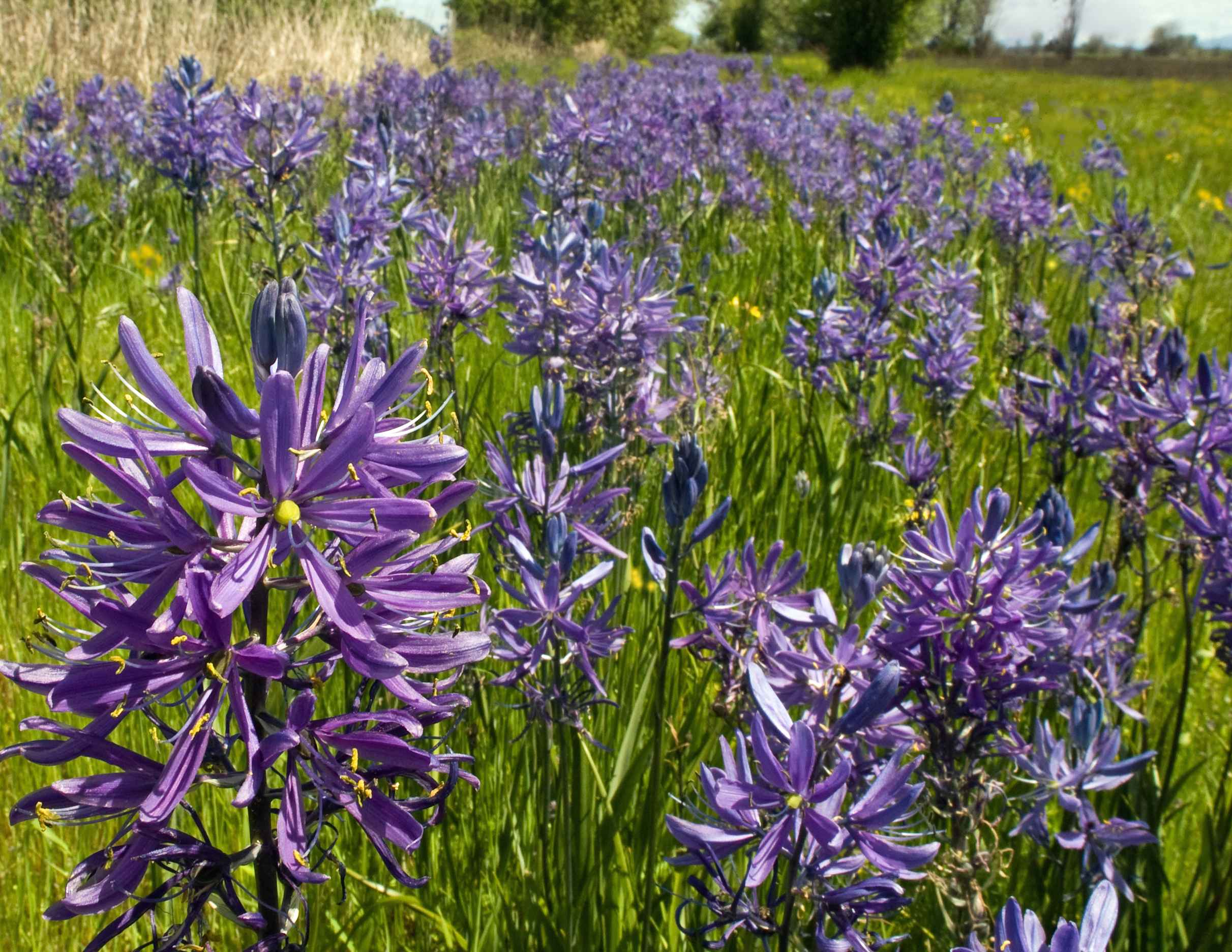
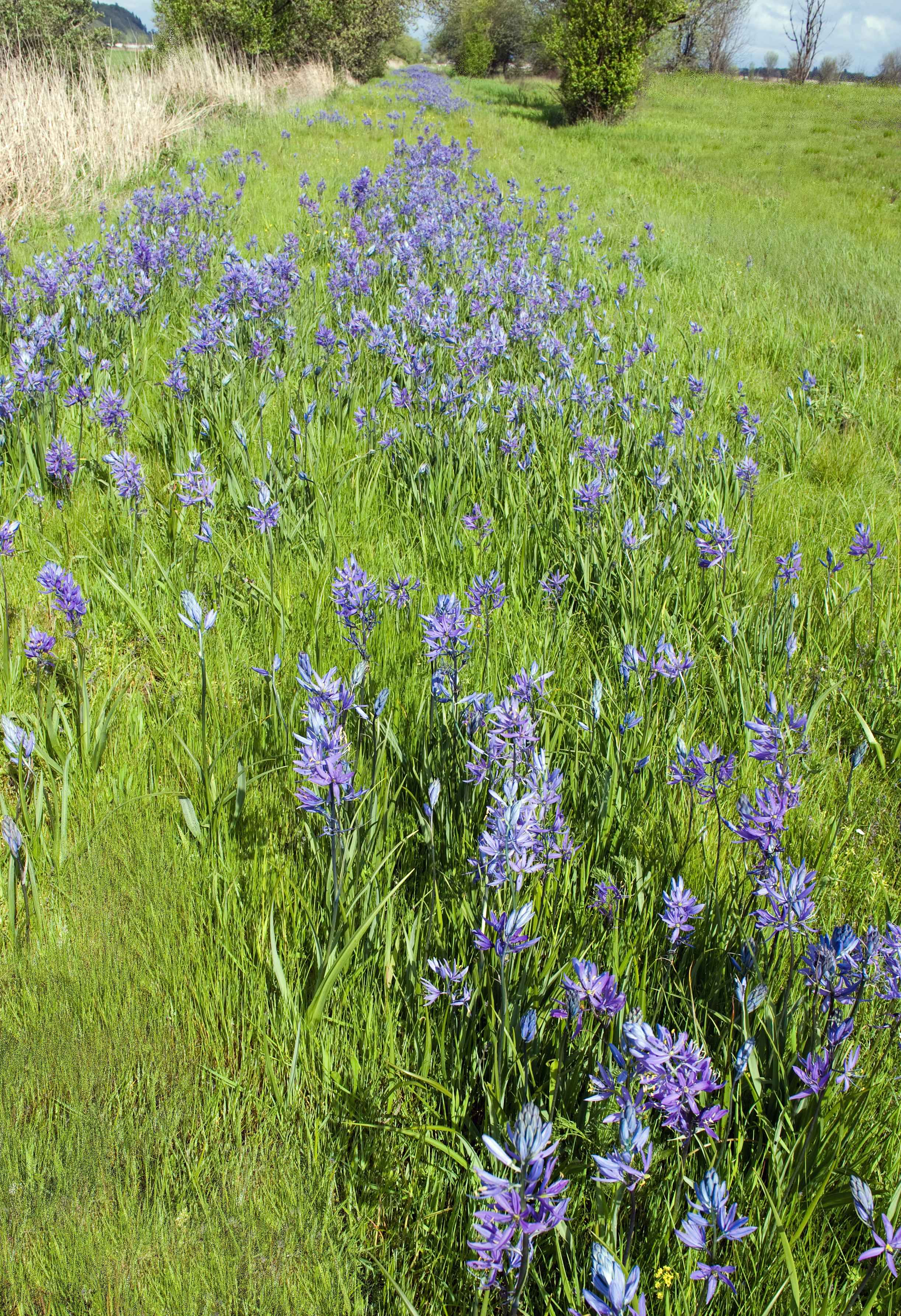